# 黄色い大地
『黄色い大地』（きいろいだいち、原題：黄土地）は、1984年の中国映画。

## 概要
日中戦争下の1939年の陝西省を舞台に、八路軍の兵士と貧農の娘の淡い恋と農民たちの苛酷な生活を描いたチェン・カイコー監督のデビュー作で、第五世代の映画で最初に公開された作品である。1985年金鶏奨最優秀撮影賞、1985年香港映画祭撮影賞、1985年ロカルノ国際映画祭銀賞、1985年ナント三大陸映画祭最優秀撮影賞を受賞した。

## キャスト
- 翠巧（ツイ・チアン）：薛白（シュエ・パイ）
- 顧青（グウ・チン）：王学圻（ワン・シュエチー）
- ハンハン：劉強（リュウ・チャン）
- 父親：譚托（タン・トゥオ）

## スタッフ
- 監督：陳凱歌（チェン・カイコー）
- 原作：柯藍（カー・ラン）『深夜回声』
- 脚本：張子良（チャン・ツーリャン）
- 撮影：張藝謀（チャン・イーモウ）
- 音楽：趙季平（チャオ・チーピン）
- 美術：何群（ハー・チュン）